# Futebol Clube da Lixa
El FC Lixa es un equipo de fútbol de Portugal que milita en la III Divisão, la cuarta liga de fútbol más importante del país.

## Historia
Fue fundado en el año 1934 en la ciudad de Lixa, en el distrito de Oporto y se ha caracterizado por haber militado en las ligas regionales la mayor parte de su historia, por lo que nunca han jugado en la Primeira Liga ni tampoco en la Liga de Honra. Han participado en la Copa de Portugal en algunas ocasiones.

## Jugadores

### Jugadores destacados
- Mateus